# Stephen Shore
Pour les articles homonymes, voir Shore.
Stephen Shore (né en 1947 à New York) est un photographe américain. Il est célèbre pour avoir participé à partir de 1972, à la reconnaissance de la photographie couleur comme art à part entière dans les musées et les galeries d'art aux États-Unis à une époque où le noir et blanc était encore prédominant.
S'insurgeant contre l'esthétisme qui dominait la photographie américaine de l'époque, Stephen Shore refuse la sélection artistique. Tout mérite d'être photographié, sans distinction aucune. Son œuvre est ainsi constituée de magnifiques photographies de paysages aussi bien que de clichés des repas qu'il prend dans les hôtels miteux du Texas. Sa démarche était particulièrement novatrice en ce sens.

## Biographie
Stephen Shore naît en 1947 à New York de parents de confession juive. Il commence à s'intéresser à la photographie au jeune âge de 6 ans lorsqu'un oncle lui offre un kit de développement et tirage photographique Kodak, il reçoit ensuite à 9 ans un appareil photo 35mm avec lequel il commence dès lors à photographier. À 10 ans, il possède déjà un livre du photographe américain Walker Evans dont le travail sera pour lui une influence majeure,.
À 14 ans, il contacte le conservateur du MoMA Edward Steichen afin de lui présenter son travail, ce dernier lui achète 3 photographies. Il réitérera quelques années plus tard en contactant John Szarkowski, le successeur de Steichen, de la même manière. En 1965, alors âgé de 16 ans, il commence à se rendre à la Factory d'Andy Warhol et à photographier la vie dans l'atelier, les photographies prises pendant cette période seront plus tard publiés sous la forme d'un livre nommé The Velvet Years: Warhol's Factory 1965-67.
En 1971, il est le premier photographe à être exposé de son vivant au MoMA à New York, à cette occasion, il présente une série de photographies en noir et blanc,.
En 1972, il se lance dans un road-trip à travers les États-Unis en suivant la route 66 depuis Flagstaff jusqu'à l'est de Chicago avec pour but de créer un carnet de voyage photographique dans lequel il documenterait chaque détail de son voyage de manière spontanée. Il exposera les photos de ce voyage à la galerie LIGHT à New York sous le nom d'American Surfaces, exposition qui rencontrera un accueil mitigé.
Jusqu'en 1973, Shore utilise le format 35mm, mais, ennuyé par le grain que produisent les pellicules photographiques de l'époque lors des tirages, il décide de passer au grand format. Pour cela, il expérimente d'abord le format 4×5 avec un appareil Crown Graphic, puis, il se tourne finalement vers le 8×10.
De 1973 à 1978, il multipliera les voyages à travers les États-Unis afin de photographier le paysage typique américain, ce travail sera publié pour la première fois en 1982 sous le nom de Uncommon Places. Ce travail mélange paysage, architecture, portrait ou encore détail. Durant cette période, il reçoit une bourse Guggenheim (1975).
Il continua de travailler avec le grand format pendant plus de 20 ans.

## Exposition
- 1971: Museum of Modern Art, New York[5]
- 1972: American Surfaces, LIGHT Gallery, New York[2].
- 1976: Museum of Modern Art, New York[9]